# Krüppelfürsorge
Die sogenannte Krüppelfürsorge war zu Beginn des 19. Jahrhunderts für die körperlich beeinträchtigten Menschen zuständig, mit dem ausdrücklichen Ziel der Erwerbsbefähigung der Behinderten.

## Geschichte

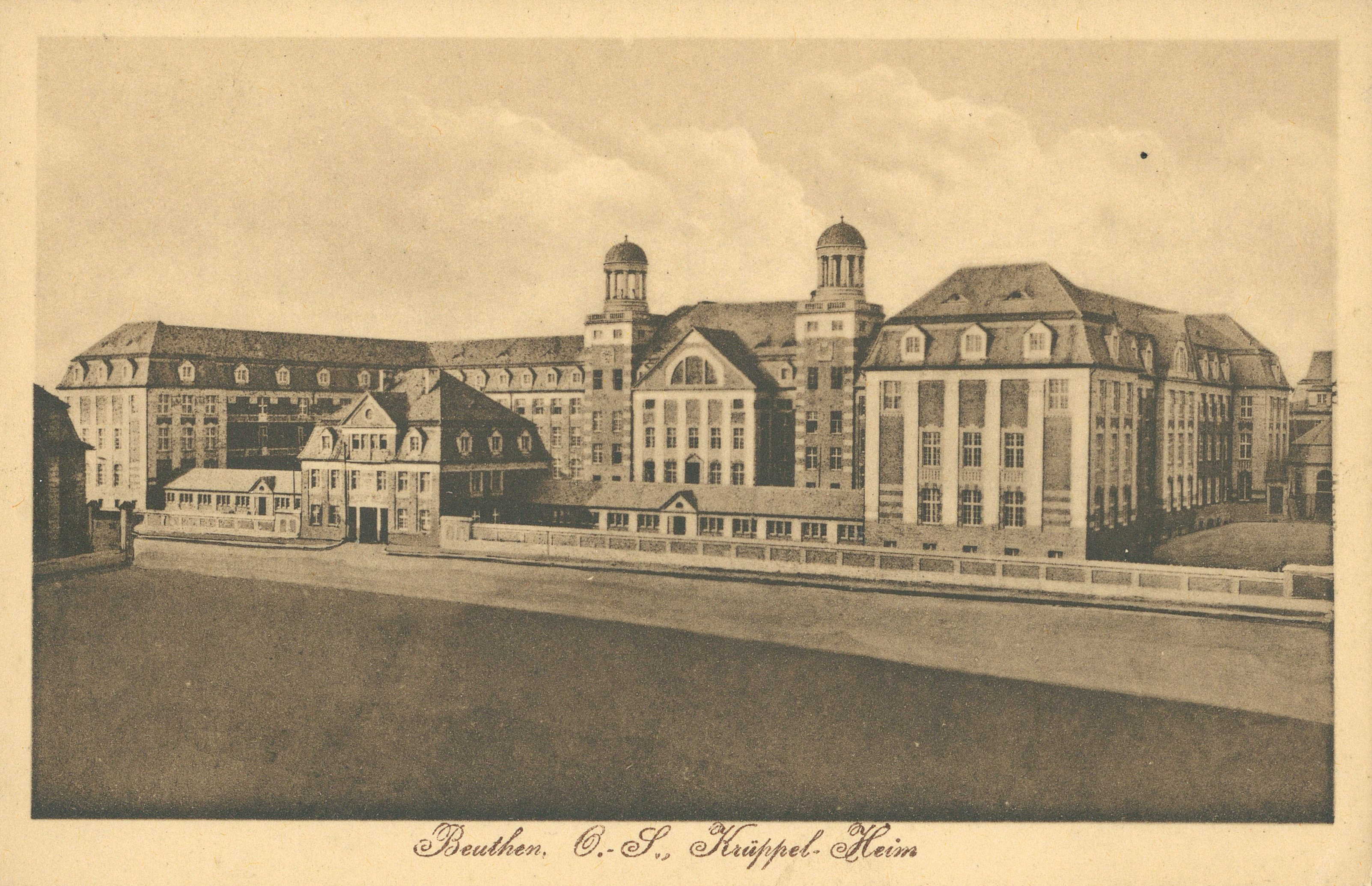
Beuthen O.-S. Krüppelheim zum Heiligen Geist, 1912

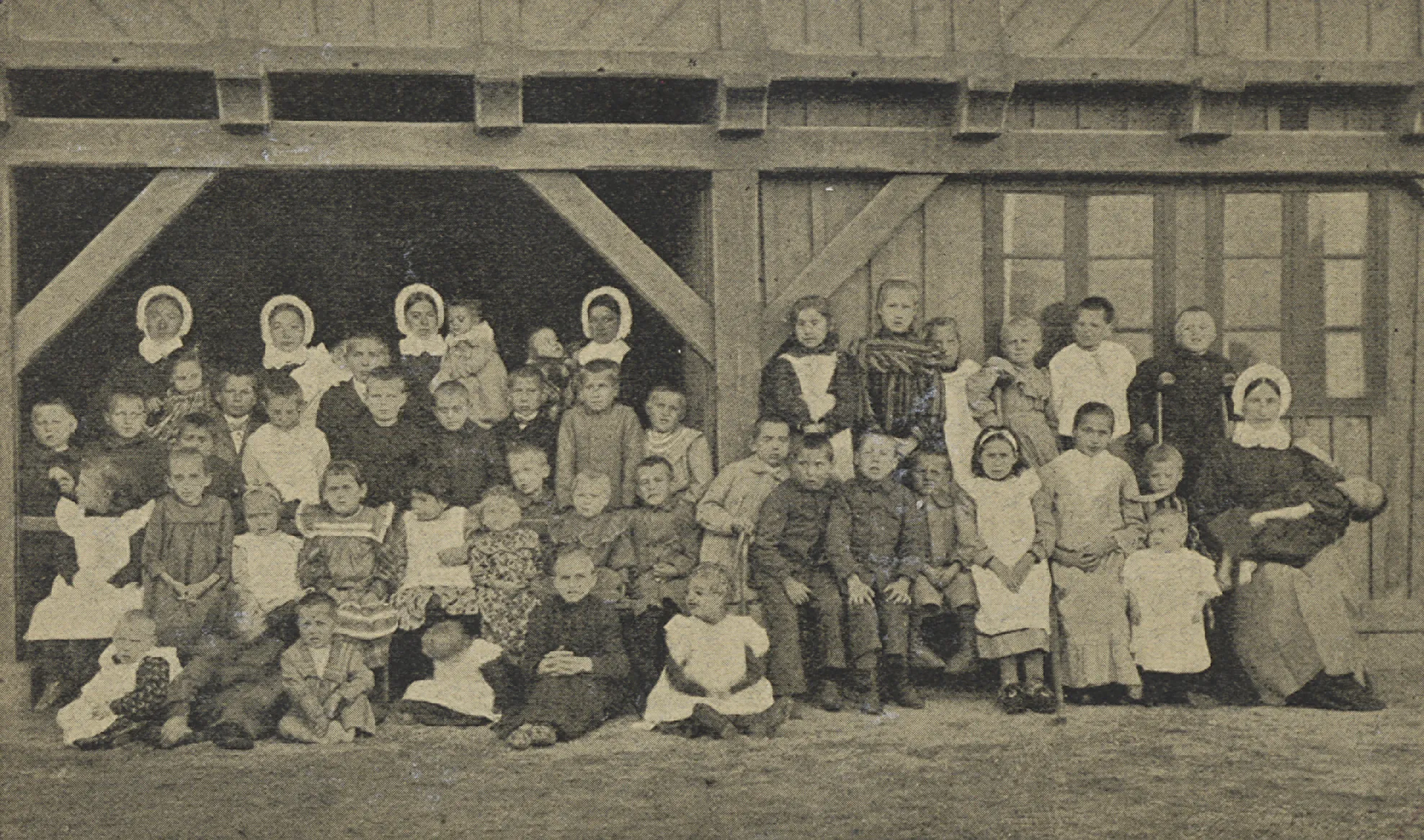
Neu aufgenommene Kinder im Krüppelheim Angerburg, Anfang des 20. Jahrhunderts

„Krüppel“-Fürsorge wurde vor 1900 durch kirchliche Einrichtungen, durch die (kommunale) Armenfürsorge und auch durch private bürgerliche Wohltätigkeit realisiert. Die Fürsorge zielte zunächst eher auf eine Verwahrung in Siechenhäusern oder Pflegeheimen. Nach der Wende vom 19. zum 20. Jahrhundert änderte sich das Bild der Krüppelfürsorge zunehmend. Durch die Einführung der Äthernarkose (1846) und der Antisepsis (1867) verbesserten sich die operativen Behandlungsmöglichkeiten für die Behinderten. Die „Krüppel“-Fürsorge erfuhr ab den 1890er Jahren eine Abgrenzung zur klassischen Armenfürsorge, besonders durch den Ausbau der Gesundheitsfürsorge in den deutschen Großstädten.
Vorläufer der modernen stationären „Krüppelpflege“/„Krüppel“-Fürsorge in Deutschland waren die orthopädischen Heilanstalten, die eine medizinische und physiotherapeutische Betreuung boten. Im Gegensatz zu den späteren „Krüppelheimen“/„Krüppelanstalten“ gehörten Unterricht, Ausbildung oder erzieherische Maßnahmen nicht zum Konzept. Orthopädische Heilanstalten verbesserten die Situation der „Krüppel“, zumindest medizinisch. Durch die lange Verweildauer entstanden hohe Kosten, was die Armen von der Behandlung ausschloss. Im Deutschen Bund war Bayern das erste Land, das 1832 eine Anstalt für krüppelhafte Knaben gründete. Zunächst wurden die Krüppelkinder in der Krüppelanstalt nur beruflich ausgebildet, um später das Konzept durch eine therapeutische Komponente zu erweitern.
Der Erste Weltkrieg bremste 1914 den raschen Ausbau der Krüppelfürsorge sowie der Orthopädie. Die Orthopäden kümmerten sich um die vielen Kriegskrüppel, was der Sparte Anerkennung einbrachte. Die Behinderten wurden in „heilbar“ und „unheilbar“ unterschieden. Bei den als „heilbar“ Eingestuften sollte die Rehabilitation ihre Arbeitskraft möglichst wiederherstellen. Die Unheilbaren waren demzufolge wieder auf die Armenfürsorge angewiesen.
Der Orthopäde Konrad Biesalski führte die große Krüppelzählung in Deutschland durch, über deren Ergebnisse er 1908 berichtete. Er wurde der Bahnbrecher für eine staatliche Krüppelfürsorge und hat viel an den Vorarbeiten des Krüppelfürsorgegesetzes in Preußen geleistet.
In Preußen regelte 1920 erstmalig im europäischen Raum das sogenannte Krüppelfürsorgegesetz die staatliche Verpflichtung zur sozialen Unterstützung. Nach diesem Gesetz musste jede Gemeinde eine Krüppelfürsorgestelle einrichten, die für die „Entkrüppelung“ sorgen musste, und somit auch die Kosten tragen. Rachitische Krüppelkinder waren die häufigsten Meldungen bei der Krüppelfürsorge, eine Folge der Industrialisierung. Die schwersten Fälle kamen in die Krüppelanstalten.
Nach der statistischen Erhebung der „Deutschen Vereinigung für Krüppelfürsorge E. V.“ vom Jahre 1925 verfügte das kleinste Krüppelheim über 19 Betten (Krüppelheim der Anstalten „Hephata“, Treysa, Bezirk Kassel). Das „Krüppelheim zum heiligen Geist, Beuthen O.-S.“ war  seinerzeit das größte und konnte 600 Krüppel aufnehmen, und zwar zur klinischen Behandlung, Beschulung und Berufsausbildung.